# Facundo Espíndola
Facundo Espíndola (26 de diciembre de 1992-Hurlingham, 22 de julio de 2018) fue un futbolista argentino. Jugaba en la posición de portero. Inició su carrera en las divisiones inferiores de los clubes Chacarita Juniors, River Plate y Lanús antes de recalar en las divisiones menores del Club Almagro de Buenos Aires. En dicho club se dio su debut como profesional, donde integró la plantilla durante tres temporadas antes de recalar en el Club Atlético Uruguay en 2017.

## Fallecimiento
El 22 de julio de 2018 el futbolista fue asesinado en Hurlingham, Buenos Aires, de una puñalada en el tórax. Los agresores fueron detenidos por la policía, que identificó al también futbolista Nahuel Oviedo como uno de los implicados en el asesinato.